# Udamocercia
Udamocercia is een geslacht van steenvliegen uit de familie Notonemouridae. De wetenschappelijke naam van het geslacht werd voor het eerst geldig gepubliceerd in 1909 door Günther Enderlein.

## Soorten
Udamocercia omvat de volgende soorten:
- Udamocercia antarctica (Enderlein, 1905)
- Udamocercia arumifera Aubert, 1960
- Udamocercia frantzi Illies, 1961